# Tyberiusz II Konstantyn
Tyberiusz (Flavius Tiberius Constantinus Augustus) (ur. 520, zm. 14 sierpnia 582) – cesarz wschodniorzymski w latach 578-582.
Pochodził z Tracji. Był komesem straży przybocznej cesarza Justyniana I Wielkiego. Potem dowodził armią bizantyńską w wojnie przeciwko Persom i odniósł zwycięstwo pod Melitene. W 574 został usynowiony przez cesarza Justyna II. Po jego śmierci został obrany cesarzem, a lud zebrany na hipodromie chciał zmusić go do ślubu z wdową po poprzedniku Zofią. Tyberiusz miał jednak żonę – Anastazję. Zofia na darmo czekała na rozwód imperatora.
Tyberiusz kontynuował walki z Persami. Ponadto za jego rządów Bizantyjczycy pod wodzą Bauduariusa walczyli w Italii, a reszta oddziałów pilnowała granicy północnej przed Słowianami i Awarami.
Faworytem cesarza był Maurycjusz, który wsławił się w walce z Persami. W 579 Awarowie pod wodzą Bajana zażądali oddania miasta Sirmium (dziś Sremska Mitrovica w Serbii). Tyberiusz się nie zgodził, Awarowie przystąpili do oblężenia i zajęli Sirmium.
Tyberiusz wkrótce ciężko zachorował. Zaręczył swoją córkę Konstantynę z Maurycjuszem i rychło zmarł.